# Cochea
Cochea es un corregimiento del distrito de David en la provincia de Chiriquí, República de Panamá. Cuenta con una población de 2447 habitantes (2010).